# 迪士尼站 (香港)
迪士尼站（英語：Disneyland Resort Station）是一個位於香港新界荃灣區大嶼山竹篙灣香港迪士尼樂園度假區，屬於港鐵迪士尼綫的鐵路車站，於2005年8月1日配合迪士尼綫通車而啟用。雖然迪士尼站位於大嶼山，但在香港十八區區域劃分上迪士尼站所在地為荃灣區，而不是離島區。

## 車站設計
迪士尼站由建築師事務所Aedas設計。而車站月台位置雖然低於地面水平，不過仍然屬於地面車站。車站採用維多利亞時代風格設計，並且是一個開放式車站，設備及裝飾亦仿照19世紀的風格，以配合香港迪士尼樂園度假區設計。

### 樓層
迪士尼站共設有2層，包括位於地面的大堂及L1層的月台。
| G                 | 大堂 | A出口、客務中心、商店、自動櫃員機                                                                         |   |  |
| L1                | 月台 | \| 洗手間 \| \| \| \| \| \| 側式 · 開右邊车门 \| \| \| \| \| \| \| \| 迪士尼綫往欣澳（終點站） \| 1 \| \| |   |  |
| 洗手間            |      | |   |  |
| 側式 · 開右邊车门 |      | |   |  |
|                   |      | 迪士尼綫往欣澳（終點站）                                                                                  | 1 |  |

### 大堂及出入口
迪士尼站的售票機及八達通增值機皆位於車站建築物外牆，而出入閘機及客務中心位於出入口之處，而大堂不是在月台的正上方，亦是香港鐵路車站中較為獨特的設計。
同時，站內只設有1組兩部的扶手電梯連接車站大堂及月台，而大堂的兩側亦分別設有升降機及斜道方便使用輪椅或嬰兒車的乘客使用，另外車站大堂付費區內亦設有1部自動櫃員機。
而迪士尼站目前只設有一個出入口，為通往香港迪士尼樂園度假區門外的迎樂路，而當乘客在迪士尼站出閘後，亦相等於已離開車站範圍。

大堂全景圖（2017年5月）

|                            | |  |  |
| 編號                       | 附近地點 |  |  |
| 出口 · A · 盲道标志 · 同层 | 香港迪士尼樂園、香港迪士尼樂園酒店、迪士尼好萊塢酒店、迪士尼探索家度假酒店、迪欣湖活動中心、迪士尼碼頭、迪士尼公共運輸交匯處、旅遊巴士停車場、私家車停車場 |  |  |
| 註： 設有 \| 設於同一層    | |  |  |

- 車站大堂（2024年11月）
- 出入口票務設施（2023年11月）
- 客務中心（2023年11月）
- 位於車站外的售票機及八達通增值機（2023年11月）
- 大堂設有斜道通往月台（2023年11月）
- 連接大堂至月台的升降機（2023年11月）

### 月台
迪士尼站是繼寶琳站後只設一個側式月台的車站，因此當列車抵站上／下客後，列車便會改以相反方向離開車站。
車站與欣澳站同樣為了配合不設空調的通風系統而裝設月台閘門，是繼欣澳站後全香港第二個採用月台閘門的車站，車站的月台閘門高度大約為1.2米。另外，月台亦預留了日後當迪士尼綫增加列車車廂數目後的候車空間。
此外，迪士尼站的月台層設有付費區內公眾洗手間，是繼機場快綫車站及欣澳站後，並是前地鐵市區綫系統的車站中少數於付費區內設公眾洗手間的車站。
- 1號月台（2024年11月）
- 俯瞰月台（2023年11月）
- 迪士尼綫路軌盡頭（2024年11月）
- 月台控制室及洗手間（2024年11月）

## 接駁交通
迪士尼站旁設有一個公共運輸交匯處，內有巴士站、旅遊巴士站及的士站供乘客轉乘巴士路線或的士前往迪欣湖活動中心、香港迪士尼樂園酒店、迪士尼好萊塢酒店及迪士尼探索家度假酒店的度假區區內設施。特別是往返迪欣湖活動中心的巴士路線R8，由於前往活動中心的步行時間較長，不少遊客會轉乘巴士路線前往，成為迪士尼站主要的接駁交通工具。
此外，公共運輸交匯處還有旅遊巴士前往深圳皇崗口岸及深圳灣口岸。晚上迪士尼煙花匯演後，提供特別巴士路線前往香港各區。不過由於客量不多，由迪士尼公共運輸交匯處前往九廣東鐵上水站的旅遊巴士已於2007年11月1日被取消，特別巴士路線亦不斷削減班次。

## 歷史
迪士尼站現時所在的位置，在1990年代的規劃的玫瑰園計劃中負責連接香港島、大嶼山、屯門及天水圍三個部分的西部外走廊其中一個站扒頭鼓站的所在，但還會繼續延伸過海到位於青洲填海區的青洲站，計劃曾在《鐵路發展策略》中提及。有關計劃隨着青洲填海區取消以及迪士尼樂園的興建而擱置。
迪士尼站於2005年8月1日配合迪士尼綫通車而啟用。

### 暫停營運
2020年4月10日，迪士尼綫因應香港新冠疫情而暫停營運，是港鐵首個因疫情關閉的當地非過境常規車站。期間港鐵亦同時安排了接駁巴士往返欣澳站及迪士尼站，以接載受影響乘客 。直至同年6月17日因迪士尼樂園重開而恢復服務。

### 引用
1. 1 2   (PDF).   [2017-09-05]. （原始内容 (PDF)存档于2018-01-24）.
2. 1 2 3 4   (PDF). 港鐵公司.   [2020-02-18]. （原始内容存档 (PDF)于2020-02-15）.
3. 1 2 3  . 港鐵公司.   [2020-02-18]. （原始内容存档于2020-04-05）.
4. ↑  . 港鐵. 港鐵公司.   [2020年2月29日]. （原始内容存档于2020年2月21日） （中文（繁體））.
5. ↑  迪士尼站出口指示牌 （页面存档备份，存于）
迪士尼站街道圖 （页面存档备份，存于）
6. ↑  . 香港電台. 2020-04-04  [2020-04-11]. （原始内容存档于2020-04-11）.
7. ↑  . 明報. 2020-06-15  [2020-09-19]. （原始内容存档于2020-08-29）.

## 外部連結
- 港鐵公司－迪士尼站街道圖 （页面存档备份，存于）
- 港鐵公司－迪士尼站位置圖 （页面存档备份，存于）
- 港鐵公司－迪士尼站列車服務時間 （页面存档备份，存于）